# シドニー・キングス
シドニー・キングス（Sydney Kings）は、オーストラリアのNBLに所属するプロバスケットボールチーム。本拠地はクードス・バンク・アリーナ。

## 歴史
いずれも1979年に発足されたシドニー・スーパーソニックスとウェストシドニー・ウェスターズが合併し、1988年に発足された。
2002-03シーズンにはリーグ初優勝を果たすと、3連覇を達成する。
2004年には国際親善試合（キリンインターナショナルバスケットボール）で来日している。
2008年、スポンサー企業の破綻や賃金未払いによってリーグから一時撤退する。
2010年、新生シドニー・キングスとして活動を再開。

## 永久欠番
- 23 - シェーン・ヒール
- 33 - ダミアン・キーオ

## 主な歴代所属選手
- ジェイソン・スミス
- ダニエル・キッカート
- アイザック・ハンフリーズ
- ブラッド・ニューレイ
- アンドリュー・ボーガット
- アンガス・ブラント
- ディオン・アンソニー・プルースター
- ダミオン・ジェームズ
- イアン・クラーク
- ペリー・エリス
- ジェイショーン・テイト
- スティーブン・ジャクソン
- アル・ハリントン
- ジャレル・マーティン
- キャスパー・ウェア
- デイビット・ウェア
- マルコス・ロウザダ・シルバ
- エビ・エレ